# Комар (часопис)

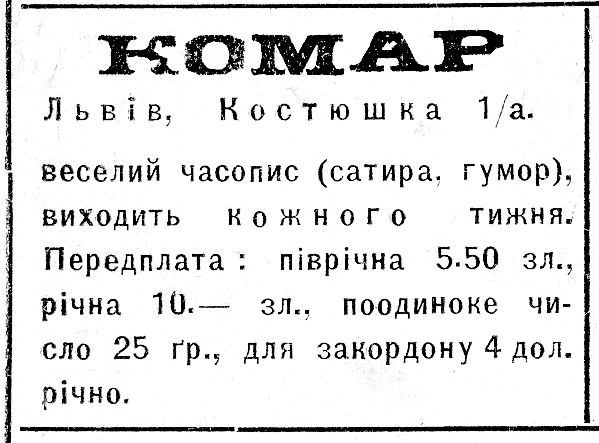
Реклама для газети «Комар» 1936 р.

Комар — український сатирично-гумористичний журнал за редакцією Івана Кунцевича, що виходив у Львові у 1900—1916 роках, двічі на тиждень. Редакція містилася в будинку на вулиці Театинській, 9 (нині — вулиця Максима Кривоноса).

Комар (пол. Komar) — український сатирично-гумористичний тижневик, що виходив у Львові впродовж 1933–1939 років. Його видавав концерн «Українська преса».

## Головні дані
Щотижневик. Перший номер вийшов 1 січня 1933 року накладом 7 тисяч примірників.
Редактори
- 1933–1938 — Лев Чубатий
- 1938–1939 — Едвард Козак

Видавець: концерн «Українська преса», який очолював Іван Тиктор. Адреса редакції: вул. Руська, 18 (1933–1935), вул. Косцюшка, 1а (1935–1939). Вартість передплати: 6 злотих річно; в Австрії, Угорщині та Чехословаччині — 10 злотих; для закордону 2 доляри (1933–1934), 4 доляри (1935, числа 1-18), 3 доляри (1935–1939).

## Зміст і стиль
Упродовж перших двох років над змістом працювали, зокрема Едвард Козак, Іван Гірний, Іван Керницький, Теодор Курпіта, Анатоль Курдидик, Роман Купчинський.
Серед ілюстраторів журналу був Олександер Климко.
Чимало дописувачів «Комара» зі всієї Галичини надсилали свої життєві обсервації в сатирично-гумористичному трактуванні під псевдонімами, тому справжні автори не були відомі навіть редакції часопису. Польська влада конфісковувала деякі числа часопису через гострі статті та карикатури. Наприклад, 2 листопада 1933 віце-прокуратор району вніс на затвердження конфіскати числа № 19 через статтю «Скільки бідолашинці…» і дві карикатури, які «представляли д-ра Свєнціцького і маршалка Пілсудського».
1935 року об'єднався зі своїм конкурентом, часописом «Жорна», внаслідок чого до «Комара» перейшла частина авторів «Жорен» на чолі з його редактором Романом Пашківським, що покращило якість сатири видання.
Фахівці високо оцінювали різножанрову сатиру видання на суспільно-політичне, економічне, культурне життя Галичини. Чимала кількість гумористики (анекдоти, гуморески, іронічні вірші, діатриби, репризи) мали приспати уважність цензорів влади, що авторському колективу вдалося. «Комар» піднімав важливі соціально-політичні питання, наповнюючи зміст оригінальними та яскравими текстами.